# Center (Missouri)
Center è un comune degli Stati Uniti d'America, situato nello Stato del Missouri, nella contea di Ralls.